# WrestleMania XXVII
WrestleMania XXVII var den 27. udgave af pay-per-view-showet WrestleMania produceret af World Wrestling Entertainment (WWE). Det fandt sted d. 3. april 2011 fra Georgia Dome i Atlanta, Georgia, hvor der var 71.617 tilskuere.
Showets main event var en VM-titelkamp om WWE Championship mellem den regerende verdensmester The Miz og den 10-dobbelte verdensmester John Cena. Showets åbningskamp var også en VM-titelkamp om WWE World Heavyweight Championship mellem Edge og Royal Rumble-vinderen Alberto Del Rio. Samme aften satte The Undertaker sin imponerende sejrsrække (Undertaker havde vundet alle sine forrige 18 kampe ved WrestleMania) på spil mod den 13-dobbelte verdensmester Triple H. The Rock var vært ved WrestleMania XXVII og blandede sig i showets main event, og samtidig markerede showet også Jim Ross' comeback for en aften i kommentatorrollen i fire kampe, fordi hans to gamle kollegaer, Jerry Lawler og Michael Cole, mødtes. 

## Baggrund
Den vigtigste fejde på RAW-brandet er mellem Dwayne "The Rock" Johnson, John Cena og den regerende verdensmester The Miz. Den 14. februar blev det annonceret, at The Rock vil blive vært for WrestleMania XXVII, og han gjorde straks efter sin entré i en WWE-ring for første gang i syv år, hvor han kritiserede både The Miz og John Cena. Ugen efter ved WWE's Elimination Chamber vandt Cena rettigheden til en VM-titelkamp om WWE Championship mod The Miz ved WrestleMania XXVII, og aftenen efter på RAW blev The Rock hånet af både The Miz og John Cena, der såede tvivl om The Rocks engagement i WWE efter syv års pause som skuespiller. 
Siden 1993 har vinderen af den traditionsrige Royal Rumble match (en speciel battle royal ved WWE's Royal Rumble i januar) fået tildelt en VM-titelkamp ved WrestleMania. Alberto Del Rio vandt årets kamp og udfordrede den regerende verdensmester Edge til en kamp om WWE World Heavyweight Championship. 
Efter fire måneders pause vendte The Undertaker tilbage til WWE den 21. februar. The Undertaker blev dog afbrudt af den 13-dobbelte verdensmester Triple H, der også havde været væk flere måneder fra organisationen. Fire dage senere bekræftede WWE, at de to legender kommer til at mødes ved WrestleMania XXVII. Det er anden gang, at de to mødes ved WrestleMania – første gang var ved WrestleMania X-Seven for 10 år siden. I kampen er The Undertaker imponerende sejrsrække på 18-0 naturligvis på spil. Han har aldrig tabt ved WrestleMania.
Siden december 2010 har RAW-kommentatoren Jerry Lawler fejded med kommentator-kollegaen Michael Cole. Lawler fik en VM-titelkamp mod The Miz, hvori Cole blandede sig og hjalp The Miz til sejren. Senere udfordrede Lawler Cole til en kamp ved WrestleMania XXVII. Jack Swagger vil være i Coles hjørne under kampen, mens Steve Austin vil være dommer. 
I januar blev CM Punk den nye leder af heel-gruppen Nexus, som han omdøbte New Nexus. CM Punk og gruppen angreb Randy Orton, og senere har WWE offentliggjort en kamp mellem Punk og Orton ved WrestleMania XXVII. En anden fejde eksisterer mellem Rey Mysterio og Cody Rhodes. Under en kamp mellem to på SmackDown brækkede Rhodes næsen, og Rhodes har udfordret Mysterio til en kamp ved showet. 
WrestleMania XXVII vil blive den første udgave af WrestleMania i mange år, hvor der ikke finder en money in the bank ladder match sted. Årsagen er, at WWE har lavet et specielt pay-per-view-show dedikeret til den særlige kamp – Money in the Bank. 

## Kampe
- WWE World Heavyweight Championship: Edge besejrede Alberto Del Rio
- Cody Rhodes besejrede Rey Mysterio
- Big Show, Kane, Santino Marella og Kofi Kingston besejrede The Corre (Ezekiel Jackson, Heath Slater, Justin Gabriel og Wade Barrett)
- Randy Orton besejrede CM Punk
- Michael Cole (med Jack Swagger) besejrede Jerry Lawler ved diskvalifikation (Steve Austin var dommer i kampen)
- The Undertaker besejrede Triple H i en no holds barred match
- John Morrison, Snooki og Trish Stratus besejrede Dolph Ziggler, Layla og Michelle McCool (med Vickie Guerrero)
- WWE Championship: The Miz besejrede John Cena (Main event)